# Leopold Auer
Leopold Auer (7. červen 1845, Veszprém – 15. červenec 1930, Loschwitz u Drážďan) byl maďarsko-americký houslista a dirigent. Proslul jako učitel, k jeho žákům patřili ruští virtuózové Galkin, Kolakovskij aj., později Mischa Elman, Jascha Heifetz nebo Nathan Milstein.
Auer se učil hrát na housle na konzervatoři v Budapešti a ve Vídni, od roku 1861 studoval v Paříži u J. D. Alarda a v Hannoveru byl žákem slavného houslového virtuóza Josepha Joachima. Byl koncertním mistrem v Düsseldorfu a v Hamburku a roku 1868 byl
na doporučení Antona Rubinsteina pozván jako profesor na konzervatoř v Petrohradě. Roku 1873 se stal sólistou carského dvora, roku 1883 ruským občanem a roku 1885 kapelníkem (dirigentem) Ruské hudební společnosti. Hodně cestoval po evropských městech, často koncertoval v Londýně a v Drážďanech. V roce 1918 se usadil v New Yorku, kde mu jeho slavní žáci zajistili dobré přijetí. Učil na Institute of Musical Art v New Yorku a na Curtis Institute of Music ve Filadelfii. Roku 1926 se stal občanem Spojených států. Vydal v USA i své paměti, které nazval My Long Life in Music. Vydal text o své metodě výuky hry na housle Violin playing as I teach it a osmisvazkový Graded Course of Violin Playing.
Petr Iljič Čajkovskij původně věnoval svůj houslový koncert Auerovi, ale zklamán tím, že Auer ho označil za „nehratelný“, věnování změnil. Později ovšem Auer změnil názor a Čajkovského koncert zaujímal přední místo v jeho repertoáru. Mezi Auerovými posluchači bývaly i korunované hlavy a tak získal vysoká vyznamenání ruská, rakouská a italská.